# Takemitsu Morikawa
Takemitsu Morikawa (* 1969) ist ein japanischer Soziologe und Ökonom, der auch im deutschen Sprachraum tätig ist. Er ist Professor für Soziologie an der Keiō-Universität in Tokio, Permanent visiting fellow beim Forum Internationale Wissenschaft an der Rheinische Friedrich-Wilhelms-Universität Bonn, assoziiertes Mitglied des Franz Oppenheimer Center for the History of Economy and Society an der Johann Wolfgang Goethe-Universität Frankfurt am Main. Auch nach der Berufung zur Keio University fuhr er die Privatdozentur an der Universität Luzern bis 2022 weiter. Von 2019 bis 2024 gehörte er zum Vorstand der neu gegründeten Sektion Soziologiegeschichte der Deutschen Gesellschaft für Soziologie. Seit 2022 und 2025 ist er Mitherausgeber der internationalen Zeitschrift sociologia internationalis bzw. associate editor der Kybernetes.

## Studium und akademischer Werdegang
Morikawa studierte als Vollstipendiat an der Keio-Universität in Tokio Wirtschaftswissenschaften und -geschichte sowie Ideengeschichte der Sozialwissenschaften. Seit 1997 führte er seine Studien mit einem Promotionsstipendium vom Deutschen Akademischen Austauschdienst (DAAD) an der Universität Kassel in Deutschland weiter. Nach der Promotion in Soziologie 2001 (1. Gutachter: Johannes Weiß; 2. Gutachter: Wolfdietrich Schmied-Kowarzik) war er bis 2004 als Research Fellow der Japan Society for the Promotion of Science (JSPS) in der Graduate School of Arts and Sciences, Department for Interdisciplinary Cultural Studies der University of Tokyo, tätig. Er betreute von 2005 bis 2007 das von der Deutschen Forschungsgemeinschaft (DFG) geförderte Projekt „Interkulturelle Vermittlung. Zur Bedeutung und Wirkung von Mori Ôgai im Prozess der kulturellen Modernisierung Japans“ in der Interdisziplinären Arbeitsgruppe für Kulturforschung der Universität Kassel, dann von 2009 bis 2013 das vom Schweizerischer Nationalfonds (SNF) geförderte Projekt „Transformation der Liebessemantik in Japan. Von der Frühen Neuzeit in die Neuzeit“ am Soziologischen Seminar der Universität Luzern. Im Januar 2012 habilitierte er sich an der Kultur- und Sozialwissenschaftlichen Fakultät der Universität Luzern (1. Gutachter: Rudolf Stichweh; 2. Gutachter: Johannes Weiß; 3. Gutachter: Harald Meyer; 4. Gutachter: Karl-Siegbert Rehberg).
Morikawa lehrte seit 1998 als Lehrbeauftragter, nach der Habilitation als Privatdozent, Soziologie, Ethnologie, Japanologie und Philosophie an den Universitäten Kassel, Heidelberg, Luzern, Zürich, Freiburg i. B., Basel, Fribourg, Wien sowie in Japan an den Universitäten Osaka, Toyo, Keio und an der University of Tokyo. Nach der Lehrstuhlvertretung für Gesellschaftsvergleich und Gesellschaft Japans an der Universität Duisburg-Essen 2017/18 ist er seit April 2018 Professor für Soziologie an der Keio University. Seine Arbeitsschwerpunkte liegen in den Themen soziologische Theorien, Soziologiegeschichte, Wissenssoziologie, Kultursoziologie und Weltgesellschaftsstudien.

## Auszeichnungen und Stipendien
- 2022: Kurzfristige Fellowship vom Max-Weber-Kolleg (Aufenthaltsort: Ernst-Troeltsch-Honorarprofessur an der Theologischen Fakultät der Humboldt-Universität zu Berlin)
- 2021: Stipendium vom Deutschen Akademischen Austauschdienst (DAAD)
- 2001–2004: Research Fellowship of Japan Society for the Promotion of Science (JSPS), University of Tokyo
- 2002: Nachwuchspreis von Nihon shakaigakushi gakkai (The Japan Association for the Study on the History of Sociology)
- 1997–2001: Promotionsstipendium vom Deutschen Akademischen Austauschdienst (DAAD)

## Forschungsaufenthalte
- Ernst-Troeltsch-Honorarprofessur (Hans Joas) an der Theologischen Fakultät der Humboldt-Universität zu Berlin (Jul.–Aug. 2022, als Fellow)
- Forum Internationale Wissenschaft, Abteilung für Demokratieforschung, an der Rheinische Friedrich-Wilhelms-Universität Bonn (Jul.–Sep. 2021, als Visiting Fellow)
- Institut für Soziologie, Universität Konstanz (Mai bis August 2002, als Gastwissenschaftler)

## Publikationen
Monographien
- Handeln, Welt und Wissenschaft. Zur Logik, Erkenntniskritik und Wissenschaftstheorie für Kulturwissenschaften bei Friedrich Gottl und Max Weber, Wiesbaden 2001.[10]
- Wissen und Konstruktion des Anderen. Beiträge zum post-poietischen und postkolonialen Paradigma, Kassel 2008, erweiterte 2. Aufl. 2017.[11]
- Japanizität aus dem Geist der europäischen Romantik. Der interkulturelle Vermittler Mori Ôgai und die Reorganisierung des japanischen ‚Selbstbild‘ in der Weltgesellschaft um 1900, Bielefeld 2013.[12]
- Liebessemantik und Sozialstruktur. Transformationen in Japan von 1600 bis 1920 (Kulturen der Gesellschaft, Bd. 13), Bielefeld 2015.[13]

Editionen
- Japanische Intellektuelle im Spannungsfeld von Okzidentalismus und Orientalismus (Intervalle 11. Schriften zur Kulturforschung), Kassel 2008.[14]
- Die Welt der Liebe. Liebessemantiken zwischen Globalität und Lokalität (Kulturen der Gesellschaft, Bd. 7), Bielefeld 2014.[15]
- Verzeihen, Versöhnen, Vergessen. Soziologische Perspektiven (Kulturen der Gesellschaft, Bd. 24), Bielefeld 2018.[16]
- Unterwegs zu einem postpoietischen Paradigma in der Sozialtheorie (Sociologia Internationalis, Bd. 57, Heft.1+2, mit Christian Dries zusammen), 2019 (2022).[17]
- Toward Global Cooperation in Sociology between Keio University and the University of Vienna (Studies in sociology, psychology and education: Inquiries into humans and societies 92, 2022).

Aufsätze (Auswahl)
- Meaning-Making and Sociocultural Change from the Perspective of Niklas Luhmann’s Sociological Theory: A Case Study of the Semantics of Love in Japan, in: sociologia internationalis 58 (2): 233-254, 2020 (2025), mit Christian Morgner zusammen.[18]
- Bedeutung und Grenzen der Strukturen der Lebenswelt Zur Kritik der poietischen Vernunft, in: Jochen Dreher (Hrsg.): Mathesis universalis – Die aktuelle Relevanz der „Strukturen der Lebenswelt“, Wiesbaden, 2021, S. 317–346.[19]
- The effects of centre / periphery-differentiation and the semantics of civilisation, with an example of devolutional changes in love semantics in late 19th and early 20th century Japan, in: Soziale Systeme 23 (1-2): 191-214, 2018 (2021).[20]
- Existe-t-il un système mondial des relations intimes ? in: Piazzesi, Chiara, Blais, Martin, Lavigne, Julie et Lavoie Mongrain, Catherine (eds.), INTIMITÉS ET SEXUALITÉS CONTEMPORAINES. Les transformations des pratiques et des représentations. Les Presses de l’Université de Montréal 2020, pp. 91-107.[21]
- „Cultural Lag“ im Zeitalter der Digitalisierung: Im Spannungsfeld zwischen soziokultureller Evolutionstheorie und Theorie der Moderne, in: Soziologie heute, 2020 (1): 6-9.
- Human rights as indicator for the differentiation of centre, semiperiphery and periphery in the world society. A Contribution to World Society Studies, in: Em Tese (2018) 15 (2): S.137-162.[22]
- Platonic Bias in der Sozialtheorie. Über den Begriff des Handelns bei Hannah Arendt und eine philosophische Kritik an der soziologischen Praxistheorie, in: Archiv für Rechts- und Sozialphilosophie, vol. 96, 2010, Heft 4, S. 498–515.[23]